# Djoties Jaggernath
Djoties Jaggernath (26 juli 1965) is een Surinaams huisarts en politicus. Hij was lid van de De Nationale Assemblée voor de Vooruitstrevende Hervormings Partij (VHP). In 2015 werd hij voor het district Nickerie gekozen in De Nationale Assemblée (DNA).

## Biografie
Jaggernath is geboren en getogen in het district Nickerie. Hij rondde zijn studie in Nederland af met de titel doctorandus (master). Bij terugkeer in 1996 werd hij huisarts in zijn district. Hij is getrouwd en heeft een dochter.
In zijn familie wordt al sinds generaties op de Vooruitstrevende Hervormings Partij (VHP) gestemd. In 1996 werd hij zelf actief in de politiek. Ook werd hij toen lid van de Adviesraad.
In 2002 haalde een vriend en politicus hem over om over te stappen naar de Nationale Democratische Partij. Hij was voor de NDP in 2005 in Nickerie verkiesbaar op nummer 1, maar werd niet verkozen.
Toen Chan Santokhi in 2011 voorzitter werd, keerde hij terug naar de VHP. Hij deed in 2015 als lijsttrekker van de coalitie V7 voor Nickerie mee aan de Surinaamse parlementsverkiezingen en werd gekozen tot lid van DNA. Naar zijn mening moet er altijd respect zijn en wordt er in de politiek daarentegen veel met vuil gesmeten en worden normen, waarden en principes overboord gezet. In de politiek wil hij zich inzetten voor gezondheidszorg, onderwijs, woningnood, verbetering van de levensstandaarden en de agrarische sector. Met zijn toetreding tot DNA koos hij voor het voor hem lagere inkomen dan hij verdiende met zijn poli.
Hij werd niet meer gekandieerd voor de verkiezingen van 2020 en trad na de formatie aan als directeur van het Mungra Medisch Centrum. Op 15 juli 2022 werd hij op non-actief gezet vanwege een strafrechtelijk onderzoek naar zijn handelen bij een andere organisatie.
Op 23 maart 2024 werd hij in de Ballroom Prince door partijleider Ronnie Brunswijk gepresenteerd als de voorzitter van de afdeling Nickerie van de Algemene Bevrijdings- en Ontwikkelingspartij (ABOP).